# Улица Войкова (Ялта)
Улица Войкова — улица в историческом районе Ялты. Проходит от улицы Кирова по склону холма Дарсан до улицы Халтурина.

## История

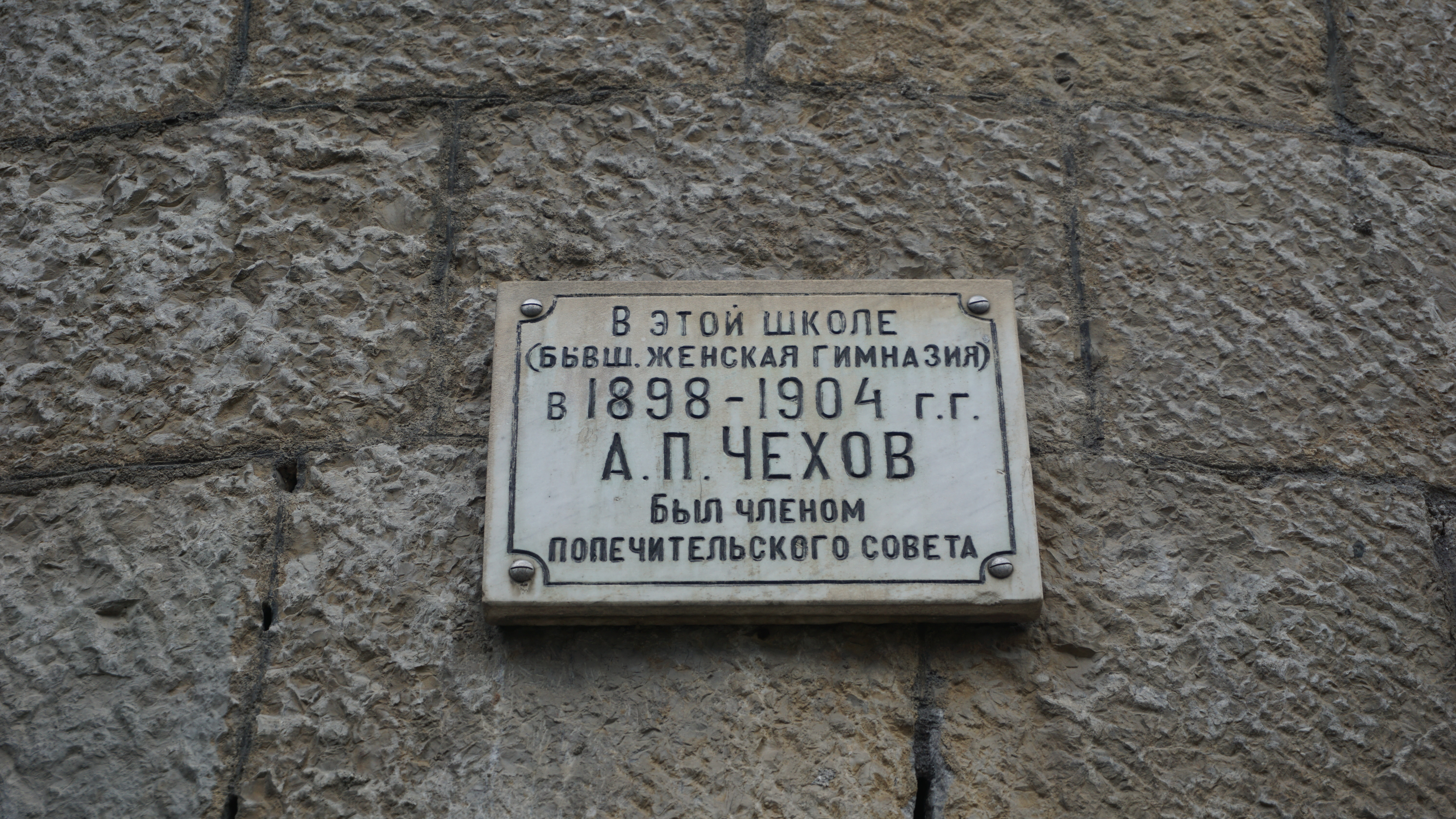
Мемориальная доска на женской гимназии, где А. П. Чехов был членом попечительского совета, 1891—1900

Первоначальное название — Гимназическая — дано по женской гимназии, открытой на улице в 1893 году.
Современное название в память о советском деятеле Петре Лазаревиче Войкове (1888—1927), который был убит антисоветчиками в Варшаве.
На улице снят ряд эпизодов фильма «Приключения Буратино»

## Достопримечательности
д. 1 — Собор Александра Невского (1892—1901)
д. 4 — школа № 5 имени Чехова (1893, бывшая женская гимназия, мемориальная доска Кузьминой-Караваевой)
д. 9 — бывший дом Г. Ф. Ярцева

## Известные жители

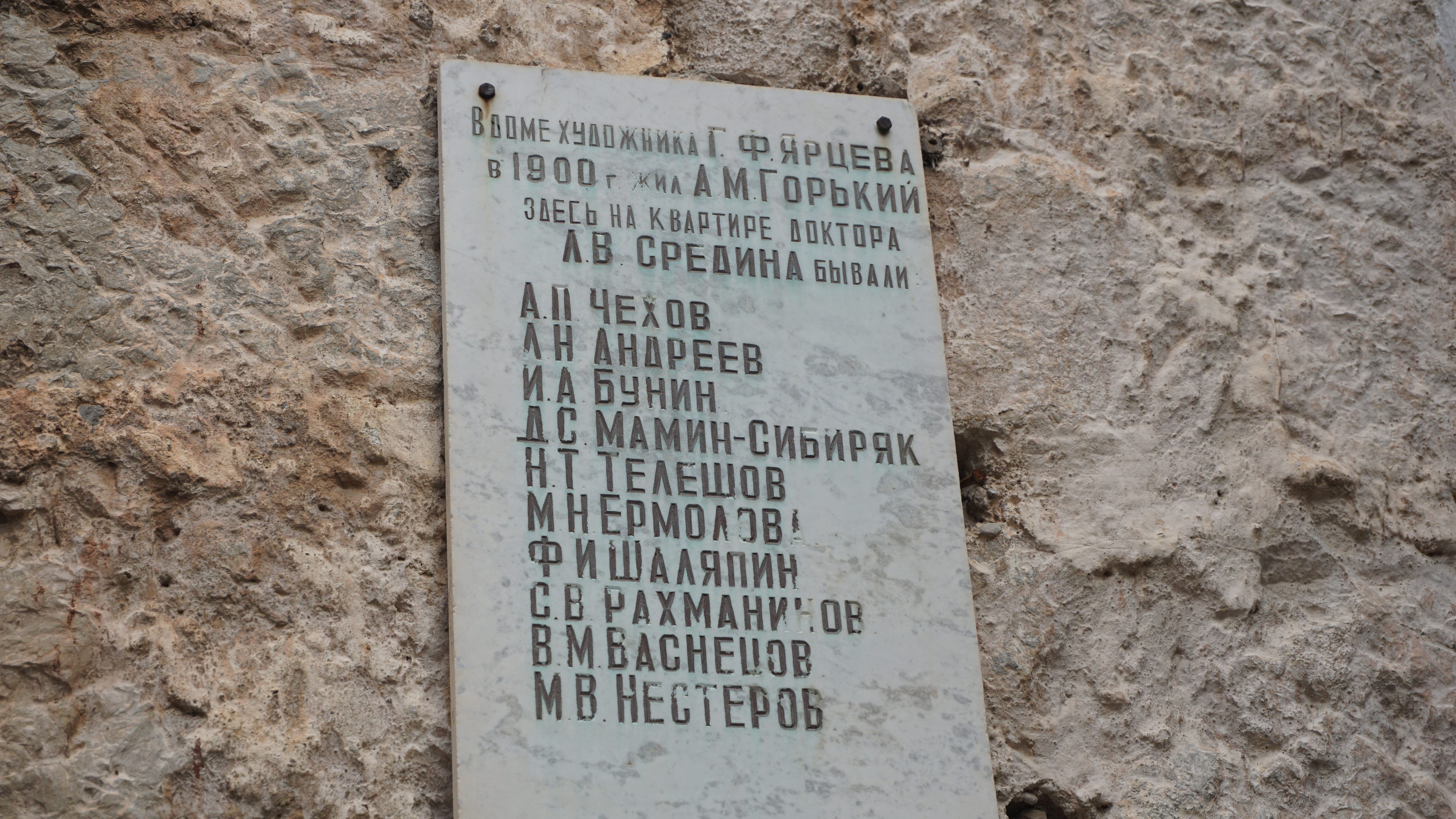
Мемориальная доска известным жителям д. 9

д. 9 — Г. Ф. Ярцев (собственный дом), Л. В. Средин, А. М. Горький, здесь бывали А. П. Чехов, И. А. Бунин, Л. Н. Андреев, М. Н. Ермолова, Ф. И. Шаляпин, С. В. Рахманинов, В. М. Васнецов